# 장광국
장광국(張廣國, ? ~ ?) 또는 장광(張廣)은 전한 중기의 관료로, 개국공신 장오의 후손이다.

## 행적
원광 3년(기원전 132년), 수양후(睢陽侯)에 봉해졌다.
원광 4년(기원전 131년), 태상에 임명되었다.
원정 4년(기원전 113년), 다시 태상에 임명되었다.

## 몰년 논란
장광의 작위는 원정 2년(기원전 115년)에 장창(張昌)이 이은 것으로 기록되어 있는데, 이는 《한서》 권19의 원정 4년에 장광이 태상에 임명된 기록과 상충한다. 둘 중 어느 한쪽의 기록이 잘못되었거나, 모종의 이유로 장광이 장창에게 작위를 넘긴 것으로 보인다.

## 출전
- 사마천, 《사기》 권18 고조공신후자연표
- 반고, 《한서》 권16 고혜고후문공신표·권19하 백관공경표 下